# محافظ‌های آب

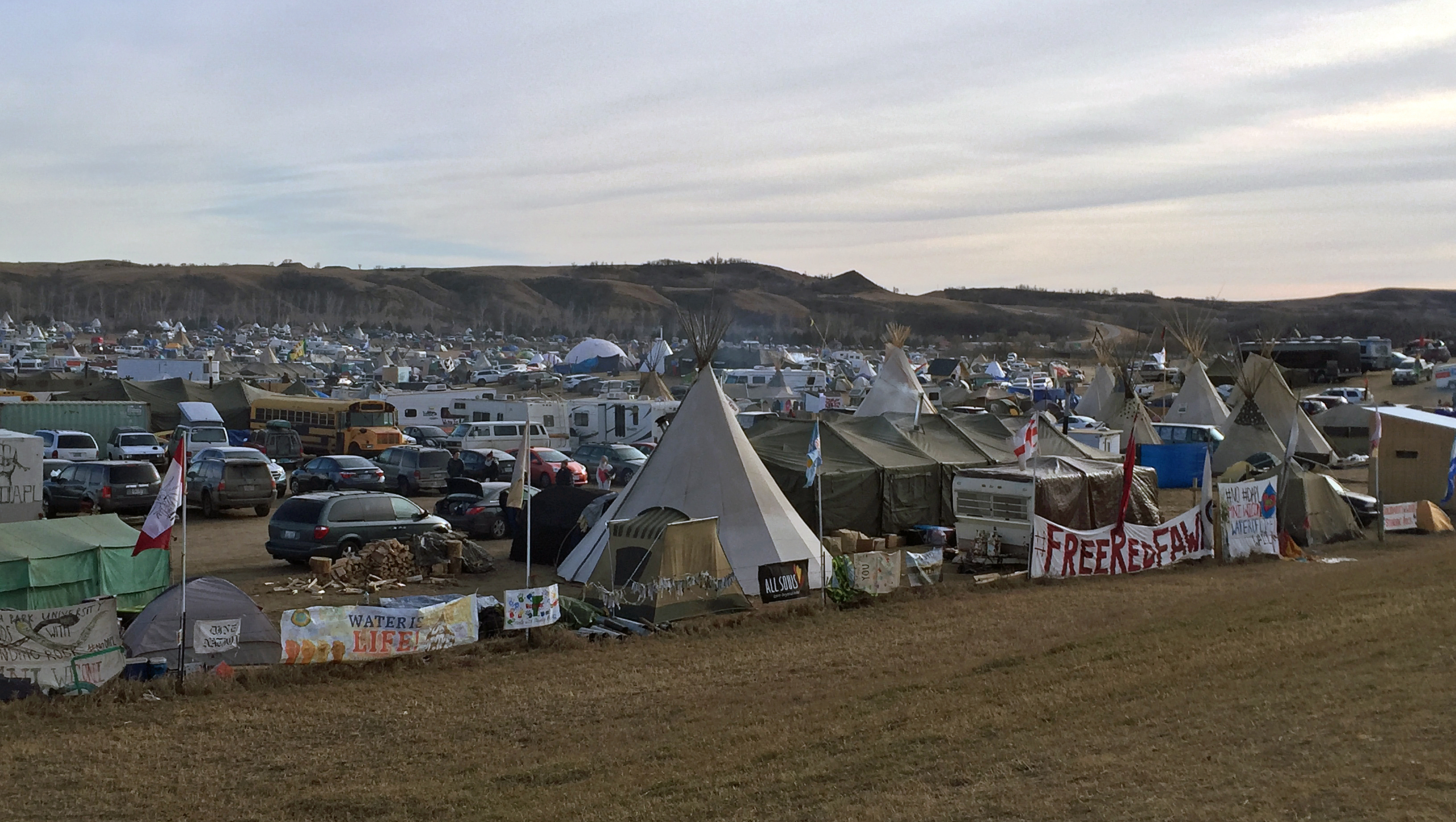
تجمع اعتراضی اوسیتی ساکوین در نزدیکی خط لوله دسترسی داکوتا در داکوتای شمالی

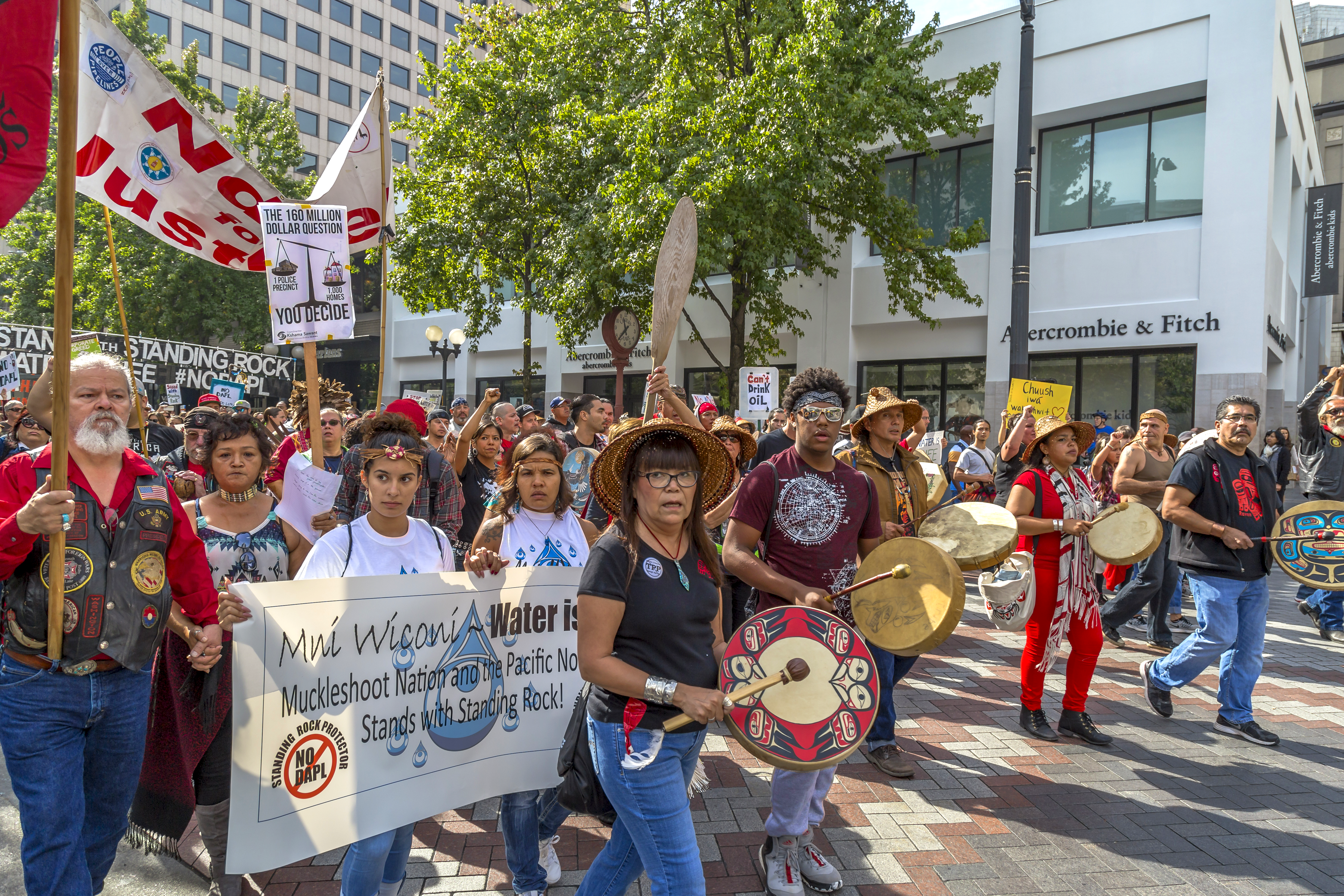
راهپیمایی حامیان آب در سیاتل

محافظان آب، فعالان، سازمان‌دهندگان و فعالان فرهنگی هستند که بر دفاع از آب و سیستم‌های آبی جهان تمرکز دارند. نام «حامیان آب»، تحلیل و سبک فعالیت آن‌ها از جوامع بومی آمریکای شمالی در جریان اعتراضات به خط لوله داکوتا اکسس در رزرو استندینگ راک شکل گرفت. این جنبش در آوریل ۲۰۱۶ با ایجاد یک اردوگاه در زمین لادونا بریو بول آلارد آغاز شد.
محافظان آب شبیه مدافعان زمین هستند، اما با این فلسفه و رویکرد که ریشه در یک دیدگاه فرهنگی بومی دارد و آب و زمین را مقدس می‌داند، از سایر فعالان محیط زیست متمایز می‌شوند. این رابطه با آب فراتر از صرفاً دسترسی به آب آشامیدنی سالم است و از باورهایی نشأت می‌گیرد که آب را برای زندگی ضروری می‌دانند و آن را به‌عنوان یک خویشاوند تلقی می‌کنند، بنابراین باید با احترام با آن برخورد شود.دلایل حفاظت از آب قدیمی‌تر، جامع‌تر و در یک کل فرهنگی و معنوی بزرگ‌تر ادغام شده‌اند، در مقایسه با بسیاری از اشکال مدرن فعالیت‌های محیط‌زیستی که ممکن است بیشتر بر دیدن آب و سایر منابع استخراجی به‌عنوان کالا متمرکز باشند.
از نظر تاریخی، حامیان آب عمدتاً توسط زنان هدایت شده یا متشکل از زنان بوده‌اند، و به همین دلیل، با جنبش اکوفمینیسم قابل مقایسه است.

## آب حیات است (مینی ویکونی)
«آب مایه حیات است» عبارتی است که به محافظان آب مرتبط است. این عبارت از روابطی نشأت می‌گیرد که جوامع بومی با آب و سایر اشکال حیات دارند و آن‌ها را برای بقای خود حیاتی می‌دانند. «آب زندگی است» بازتابی از روابط طولانی‌مدت جوامع بومی با آب و آنچه مدافعان آب برای آن مبارزه می‌کنند، است. «آب زندگی است» نه تنها نشان‌دهنده نیاز مردم بومی به دسترسی به آب پاک است، بلکه نشان‌دهنده نحوه استفاده از آب در مراسم و نقش مهمی است که آب در نظام‌های اعتقادی آنها ایفا می‌کند. همان‌طور که فیلسوف پوتاواتومی، کایل پاویس وایت، توضیح می‌دهد، مفهوم «آب زندگی است» بر اساس «سیستم‌های حکمرانی بومی شکل گرفته است که یکپارچگی فرهنگی، پویایی اقتصادی و خودمختاری سیاسی را حمایت می‌کنند و توانایی سازگاری با تغییرات اکوسیستم‌ها را دارند.»
بنابراین، در بسیاری از جوامع بومی، آب به عنوان چیزی که به سایر موجودات اطراف خود حیات می‌بخشد، دیده می‌شود و به عنوان عضوی از جامعه که باید محافظت شود، تلقی می‌شود. از آنجایی که آب از جایگاه والایی برخوردار است، مردم به آب هدایایی تقدیم می‌کنند، برای آب دعا می‌کنند و آواز می‌خوانند تا با آب رابطه برقرار کرده و از آن محافظت کنند.از آنجا که زنان در جوامع بومی به‌عنوان بخشنده‌های زندگی شناخته می‌شوند، اغلب مسئولیت حفاظت از آب را بر عهده دارند.
مورخ Oceti Sakowin، نیک استس، زمینه تاریخی جنبش «آب زندگی است» را ارائه می‌دهد و آن را در چارچوب مقاومت بومیان در برابر تخریب مستمر استعمارگران قرار می‌دهد.

## نقش و اقدامات
حامیان آب در اقدامات مختلفی علیه ساخت چندین خط لوله، پروژه‌های صنایع سوخت فسیلی و فعالیت‌های استخراج منابع مانند شکست هیدرولیکی که می‌تواند منجر به آلودگی آب شود، مشارکت داشته‌اند.
این اقدامات نشان‌دهنده اهمیت عمیق آب برای این جوامع است. آب نه تنها یک منبع حیاتی برای بقا محسوب می‌شود، بلکه در باورها، آیین‌ها و روابط اجتماعی آن‌ها نیز جایگاه ویژه‌ای دارد. جوامع بومی اغلب آب را به‌عنوان یک عضو زنده و محترم از جامعه خود می‌بینند، که باید از آن مراقبت شود و در برابر تهدیدهای زیست‌محیطی محافظت گردد.
این ارتباط فراتر از صرفاً دسترسی به آب آشامیدنی سالم است و شامل مراسم، دعاها و هدایای نمادین به آب می‌شود، تا پیوندی معنوی و فرهنگی با آن حفظ شود. چنین دیدگاهی، برخلاف بسیاری از رویکردهای مدرن محیط‌زیستی، آب را نه به‌عنوان یک کالا، بلکه به‌عنوان یک عنصر مقدس و حیاتی در اکوسیستم می‌نگرد.
بسیاری از حامیان آب زن هستند. در بسیاری از فرهنگ‌های بومیان آمریکا و FNIM، زنان ارتباط قوی با آب، ماه و چرخه‌های جزر و مد دارند، زیرا می‌توانند باردار شوند و زایمان کنند. از آنجا که زنان بومی زندگی می‌بخشند، نقش‌های مهمی را بر عهده دارند و در جوامع خود بسیار ارزشمند هستند؛ بنابراین، زنان نیز مسئول مراقبت از آب هستند و آب با بخشیدن حیات به محیط اطراف، لطف آنها را جبران خواهد کرد.در فرهنگ آنیشینابه، به‌عنوان مثال، زنان مراسمی را برای گرامیداشت آب برگزار می‌کنند و آب به‌عنوان موجودی زنده با روح در نظر گرفته می‌شود.
ژوزفین ماندامین از بزرگان و فعالان جوزفین ماندامین یک بزرگسال و فعال آنیشینابه بود که راهپیمایی‌های مادر زمین، معروف به راهپیمایی‌های آب مادر زمین (MEWW)، را آغاز کرد. او و دیگر زنان شروع به راه رفتن کردند و سطل‌های مسی آب را حمل کردند و در اطراف دریاچه‌های بزرگ حرکت کردند. در حین راهپیمایی، زنان آواز خواندند و دعا کردند، پیوندهای عمیق بین جوامع خود و دریاچه‌های بزرگ را تقویت کردند، همراه با ارتباطات شخصی‌شان با آب و زمین. این راهپیمایی‌ها و رویدادهای مرتبط آگاهی را افزایش دادند و بسیاری از زنان بومی را به رابطه‌ای قوی‌تر با آب رساندند.اگرچه ماندامین در فوریه ۲۰۱۹ درگذشت، راهپیمایی‌های او الهام‌بخش بسیاری از راهپیمایی‌های دیگر شده است که به یاد او ادامه دارند.
از دیگر حامیان شناخته‌شدهٔ آب می‌توان به آتام پلتیر (از ملت نخست ویکومیکونگ)، مارژوری فلاورز (اینوئیت)، لادونا بریو بول آلارد (داکوتا، لاکوتا) و فیت اسپاتد ایگل (یانکتون سو) اشاره کرد.

### خط لوله دسترسی داکوتا
در سال ۲۰۱۶، جوامع بومی علیه خط لوله داکوتا اکسس به طول ۱٬۱۷۲ مایل اعتراض کردند. این اعتراض به این دلیل بود که خط لوله قرار بود روی زمین جوامع بومی ساخته شود و منابع آبی که این جوامع به آن وابسته هستند را در معرض خطر قرار می‌داد. حامیان آب در خط مقدم این اعتراض بودند و وقت خود را صرف حفاظت از منابع آبی و دفاع از معاهدات خود کردند. همان‌طور که رابین وال کیمرر، بوم‌شناس و گیاه‌شناس پوتاواتومی، و کاتلین دین مور، فیلسوف محیط زیست، توضیح می‌دهند: «ممکن است آنقدر زمین و آب را دوست داشته باشید که در زمستان داکوتای شمالی برای محافظت از آنها در چادر زندگی کنید.»
این جنبش به سرعت توجه رسانه‌ها را به خود جلب کرد و به‌عنوان یکی از بزرگ‌ترین جنبش‌های مقاومت به رهبری بومیان در دهه‌های اخیر شناخته می‌شود. با این حال، در طول این اعتراض، برخی رسانه‌ها مانند The Blaze یک کمپین اطلاعات نادرست علیه حامیان آب راه‌اندازی کردند. این اطلاعات نادرست روایتی را ایجاد کرد که برای حامیان آب و جوامع بومی به‌طور کلی مضر بود.
فیلسوف پوتاواتومی، کایل پاویس وایت، در تحلیل خود از کمپین حامیان آب علیه خط لوله داکوتا اکسس، پیچیدگی‌های این جنبش را بررسی کرده و توضیح می‌دهد که چگونه اهداف حامیان آب توسط رسانه‌ها به‌اشتباه تفسیر شده‌اند. وایت نشان می‌دهد که تأکید منتقدان بر تدابیر ایمنی خط لوله، بازتابی از یک سوءبرداشت گسترده‌تر دربارهٔ روابط مردم بومی با زمین‌ها و منابع آبی‌شان است.
در جنبش NoDAPL، حامیان آب نه‌تنها با یک پروژهٔ ساخت‌وساز مخالفت می‌کردند، بلکه از زمین‌های اجدادی، میراث فرهنگی، و منابع آبی حیاتی برای معیشت خود دفاع می‌کردند. با این حال، رسانه‌ها اغلب این جنبش را به یک اختلاف بر سر مالکیت زمین و منافع اقتصادی تقلیل می‌دادند و اهمیت معنوی و فرهنگی زمین و آب برای جوامع بومی را نادیده می‌گرفتند.
دانشمند ضداستعماری، جاسکیران دیلون، بر تلاش‌های جامعه‌سازی در استندینگ راک تأکید می‌کند و توضیح می‌دهد که این تلاش‌ها بر تأمین نیازهای همه، از جمله غذا، آب، گرما، استراحت، و جامعهٔ معنوی متمرکز بود. او خاطرنشان می‌کند که تنها در صورت تأمین این نیازها، افراد قادر به مشارکت در مقاومت خواهند بود. دیلون همچنین توضیح می‌دهد که حامیان آب بر پرورش رهبری جوانان در مقاومت خود تأکید دارند، به‌ویژه پرورش رهبری برای زنان جوان بومی، زیرا زنان بومی جوان با خشونت و سرکوب جنسیتی و نژادی متقاطع مواجه هستند.

## محافظان آب در فرهنگ عامه و رسانه‌ها

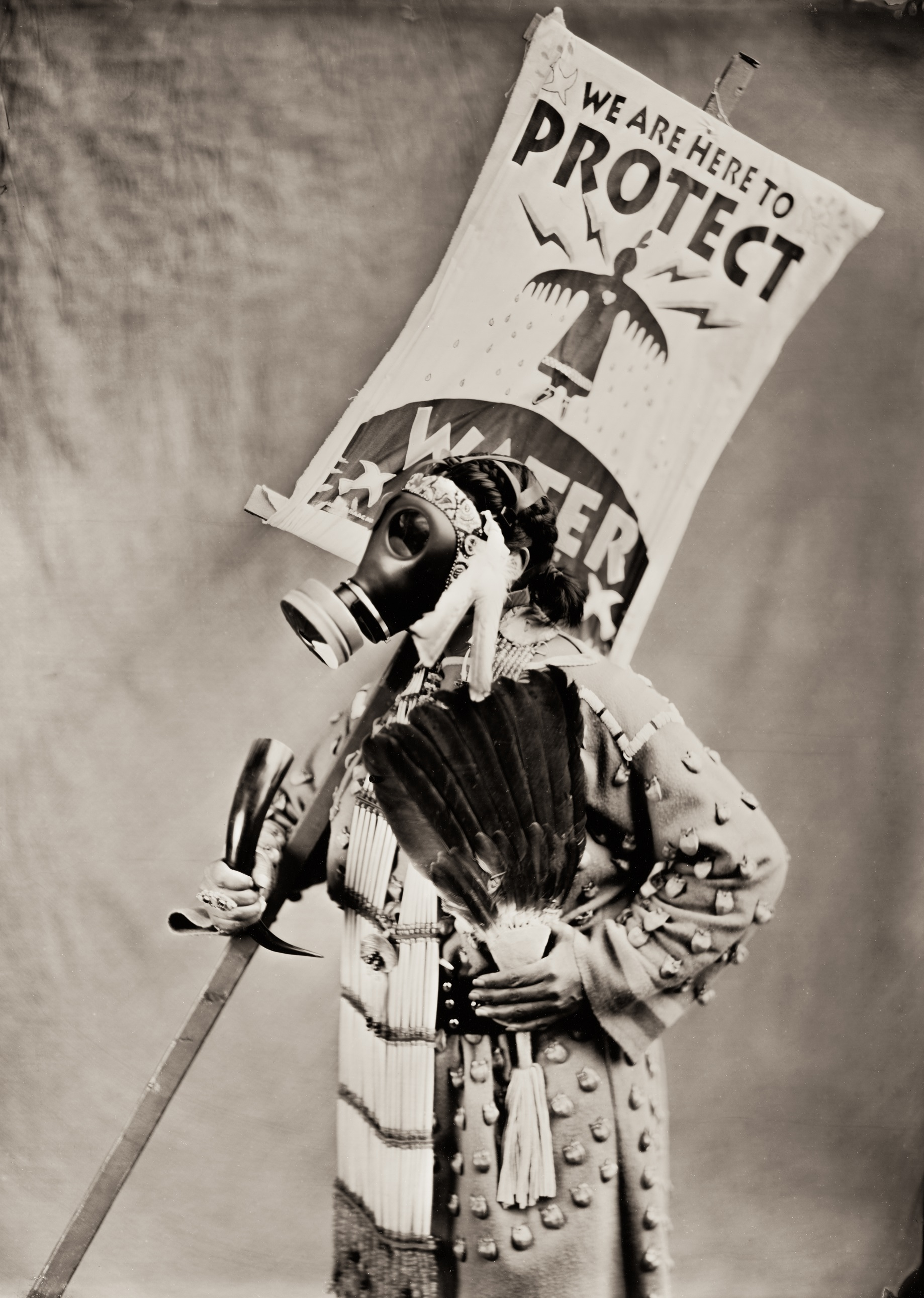
«تسلیم معنوی ممنوع» به همراه فلوریس وایت بول، هانک‌پاپا لاکوتا - کوچیتی پوئبلو. تابلوی اعتراضی با تصویر زن تاندربرد که توسط ایزاک مرداک، از قبیله اول سرپنت ریور، خلق شده است، در دست دارد.

چندین کتاب کودک دربارهٔ حامیان آب منتشر شده است. The Water Walker یک کتاب تصویری نوشته و تصویرگری شده توسط Joanne Robertson است که داستان Josephine Mandamin و عشق او به nibi (آب)، راهپیمایی‌های او برای آب، و اهمیت حفاظت از آب را روایت می‌کند.
We Are Water Protectors، نوشتهٔ Carole Lindstrom و تصویرگری شده توسط Michaela Goad، برندهٔ مدال کالدکات ۲۰۲۱ و همچنین نامزد جایزهٔ Kirkus و یکی از بهترین کتاب‌های Kirkus در سال ۲۰۲۰ بوده است. این داستان الهام‌گرفته از بسیاری از جنبش‌های بومی در سراسر آمریکای شمالی است و اطلاعاتی دربارهٔ نقش حامیان آب در جوامع و اهمیت حفاظت از آب ارائه می‌دهد.
فیلم‌ها و مستندهایی دربارهٔ نقش‌ها و اقدامات حامیان آب ساخته شده‌اند. Awake: A Dream from Standing Rock توسط Bullfrog Films در سال ۲۰۱۷ منتشر شد. این مستند تلاش‌های حامیان آب در نزدیکی منطقهٔ رزرویشن استندینگ راک برای متوقف کردن توسعهٔ خط لولهٔ داکوتا اکسس (DAPL) را به تصویر می‌کشد. این فیلم به‌عنوان تحسین‌شده‌ترین مستند ساخته‌شده در پی اعتراضات استندینگ راک شناخته شده است.